# Mispila nigrovittata
Mispila nigrovittata är en skalbaggsart som beskrevs av Stefan von Breuning 1963. Mispila nigrovittata ingår i släktet Mispila och familjen långhorningar.
Artens utbredningsområde är Laos. Inga underarter finns listade i Catalogue of Life.